# وادي الفراشة
وادي الفراشة أحد أودية منطقة المدينة المنورة.
تنشأ شبكة روافد وادي فرشة (ألتمة) من الأطراف الجنوبية الغربية لحرة خيبر من مجموعة جبال نارية ومتحولة٬ وتتجه نحو المجرى الرئيس للوادي الذي يلتقي بوادي الحمض عند قلعة الجيا الأثرية عند منسوب 500 متر فوق مستوى سطح البحر٬ كما تلتقي أودية حرة خيبر بوادي الحمض في هذه المنطقة أيضًا.